# Moussage
 (octobre 2023).
Si vous disposez d'ouvrages ou d'articles de référence ou si vous connaissez des sites web de qualité traitant du thème abordé ici, merci de compléter l'article en donnant les références utiles à sa vérifiabilité et en les liant à la section « Notes et références ».
Le moussage est un procédé de mise en forme d'une matière thermoplastique ou thermodurcissable.
Les thermoplastiques les plus fabriqués par moussage sont les polystyrènes expansés (PSE) alors que les thermodurcissables les plus fabriqués par ce procédé sont les polyuréthanes. 
Dans le cas des polyuréthanes, le procédé de moussage consiste à mélanger un isocyanate et un polyol dans une tête de mélange et de couler l’ensemble dans un moule ouvert. Le moule est ensuite refermé avant complète expansion, puis maintenu fermé pendant le temps de polymérisation. En fin de polymérisation, le moule est ouvert et la pièce récupérée.